# Aragon Subordan
Pour les articles homonymes, voir Aragon.
La rivière Aragon Subordán est une rivière du nord de l'Espagne, un affluent de rive droite de l'Aragon qui traverse la communauté autonome d'Aragon.
Il prend sa source dans la face nord de la Sierra Bernera par la conjonction d'une série de ravines qui drainent un cirque. Il traverse, avec un profil glacier, la forêt d'Oza (où se forme le défilé étroit connu comme « Bouche de l'enfer ») et la vallée de Hecho, arrosant les localités de Hecho, Embún, Javierregay et Puente la Reina de Jaca.
La rivière court le long d'un parcours total de 50 kilomètres, pour se jeter dans l'Aragon à la hauteur de Puente la Reina. Son plus grand affluent est le rio Osia, qui arrose la vallée d'Aragüés.
Son bassin abrite une des concentrations de monuments mégalithiques (dolmens, cromlechs, cistes, tumulus et menhirs) des plus importants et abondants des Pyrénées, lesquels sont répartis depuis la forêt d'Oza jusqu'à la frontière avec la France, entre 1 200 et 1 800 mètres d'altitude.